# Universität Tokio

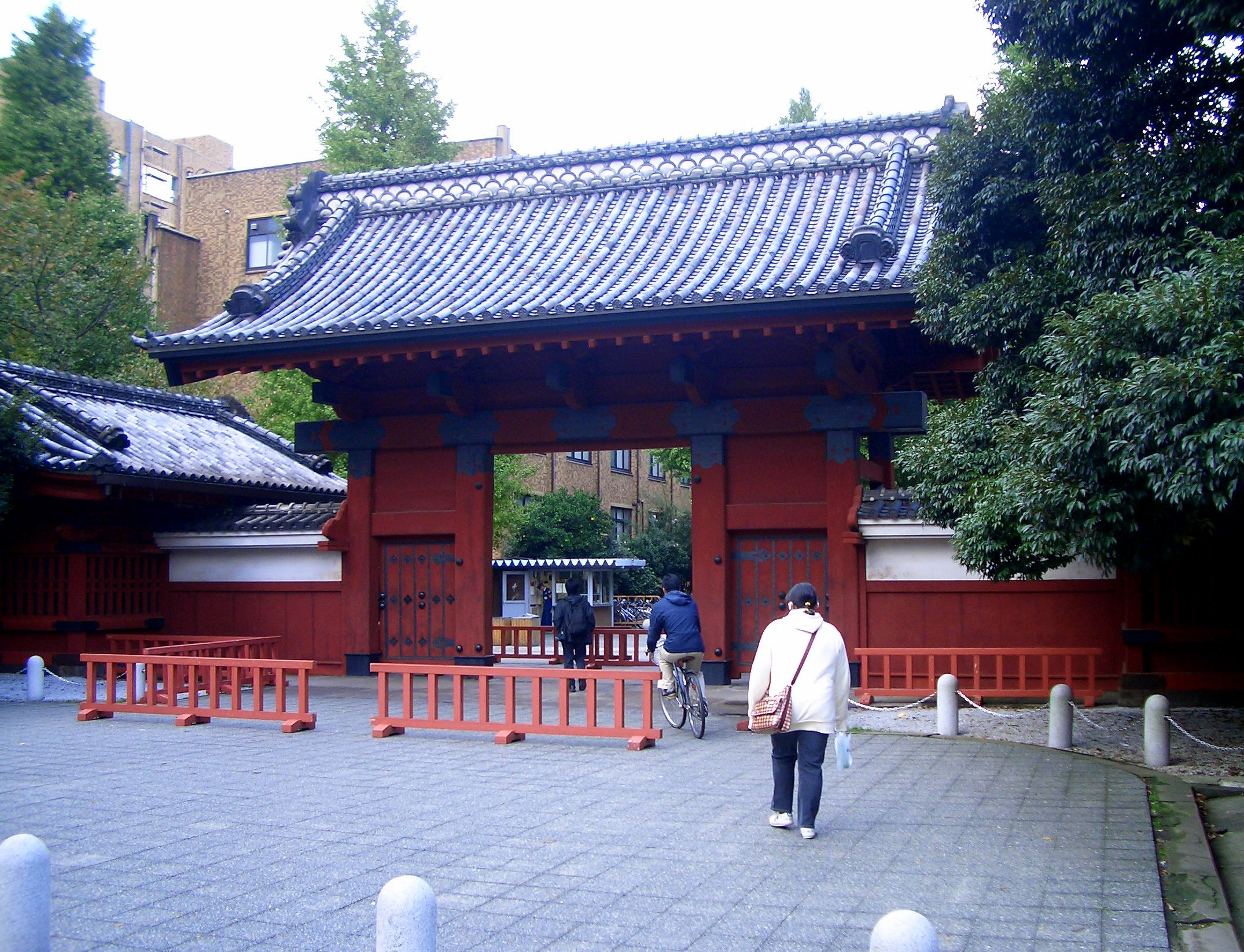
Das Akamon

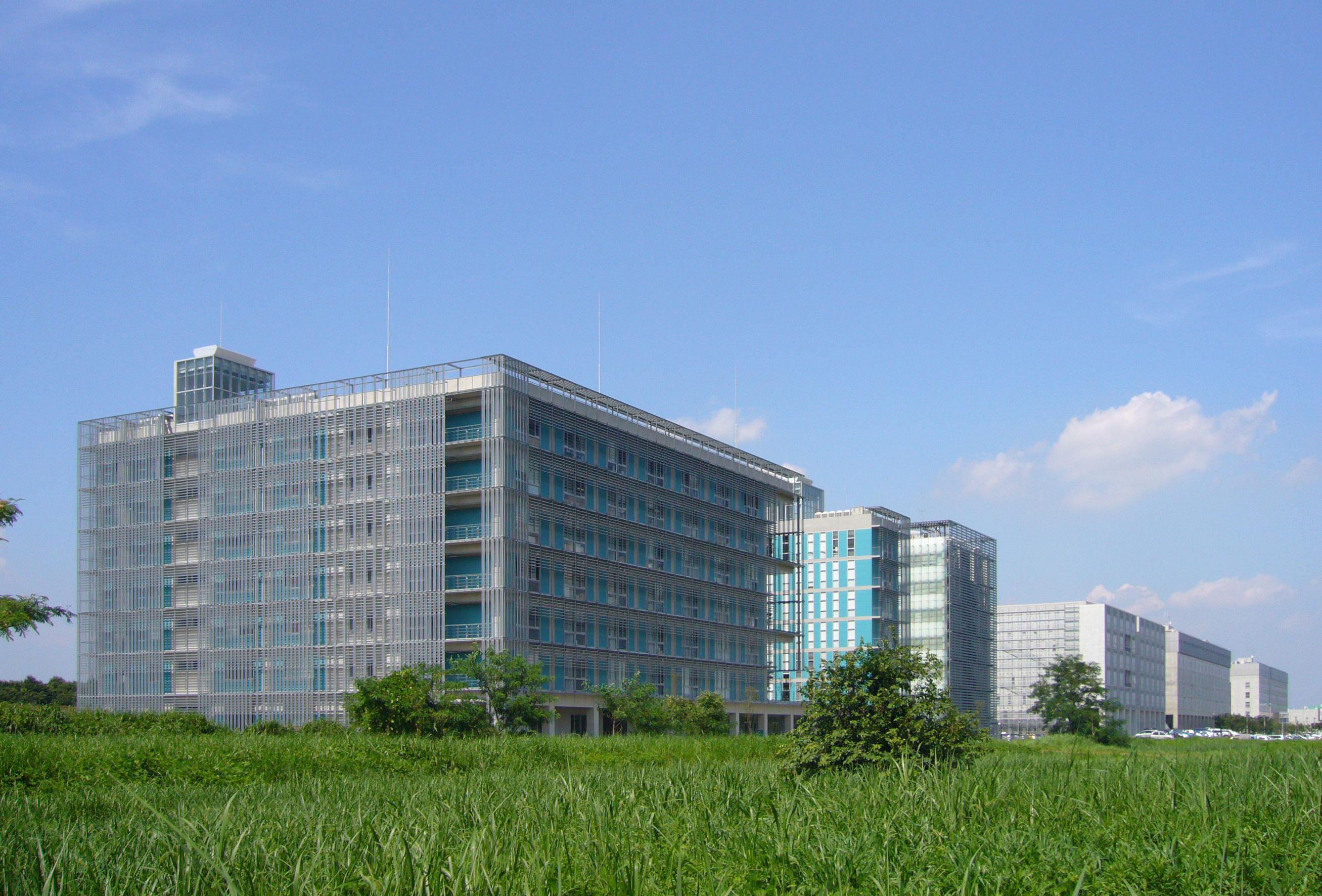
Der Kashiwa-Campus (2006)

Die Universität Tokio (japanisch 東京大学 Tōkyō Daigaku, abgekürzt: japanisch 東大 Tōdai) ist eine staatliche Universität in Bunkyō und wird generell als die Universität Japans mit dem größten Prestige angesehen.
Die Universität hat fünf Standorte sowie zehn Fakultäten mit insgesamt ca. 28.000 Studenten, von denen 4.200 Ausländer sind. Viele wichtige japanische Politiker und Spitzenbeamte in den Ministerien sind Absolventen der Tōdai.
Der Hauptcampus liegt auf dem Gelände, auf dem sich zur Edo-Zeit die Kaga-yashiki genannte Stadtresidenz der Maeda, der reichen Lehnsfürsten von Kanazawa, befand. Der bekannteste Eingang zum Universitätsgelände, das „Rote Tor“ (赤門 Akamon), stammt aus dieser Zeit. Zur selben Residenz gehörte auch der von Grün umgebene Teich, der heute nach dem Helden eines Romans von Natsume Sōseki den Namen „Sanshirō-Teich“ trägt. Das Symbol der Universität ist die Ginkgoblüte wegen der vielen Bäume auf dem Campus.

## Geschichte
Die Universität wurde im April 1877 von der Meijiregierung gegründet, wobei die Fakultäten der Rechts-, Natur- und Geisteswissenschaften aus der früheren „Kaisei-Schule Tokio“ (東京開成学校 Tōkyō Kaisei Gakkō) und die Fakultät für Medizin aus der „Medizinschule Tokio“ (東京医学校 Tōkyō Igakkō) gebildet wurden. Die Tōkyō Kaisei Gakkō wiederum ging auf die 1811 gegründete „Untersuchungsbehörde für ausländische Schriften“ (Bansho-Shirabesho) zurück, die dem 1684 gegründeten „Astronomieamt“ (天文方 Temmonkata) des Tokugawa-Shogunats unterstand. Die „Medizinschule Tokio“ entstand aus der 1858 gegründeten „Pockenimpfbehörde“ (種痘所 Shutōjo). Eine weitere Vorgängereinrichtung war die 1797 auf dem Gelände der „Heiligen Halle Yushima“ (Yushima Seidō) gegründete konfuzianische „Akademie Shōheizaka“ (昌平坂学問所 Shōheizaka Gakumonjo).
Vor allem das Wirken deutscher Mediziner beim Aufbau der Medizinischen Fakultät ist bis heute unvergessen. Die Pioniere Benjamin Karl Leopold Müller und Theodor Hoffmann kamen kurz nach dem Deutsch-Französischen Krieg im Jahre 1871 ins Land. Die Unterrichtssprache war zunächst Deutsch, die Lehrbücher waren noch lange auf Deutsch abgefasst. Sprachlich beschlagene japanische Mediziner fertigten auch Übersetzungen wichtiger Vorlesungen an. Neben Müller wurden Erwin Bälz und Julius Scriba schon zu Lebzeiten mit Bronzebüsten auf dem Universitätsgelände geehrt. Deutsche Juristen, Erziehungswissenschaftler und andere Fachleute folgten, unter ihnen Karl Florenz und Raphael von Koeber.
1886 wurde die Universität Tokio zuerst in Kaiserliche Universität (帝国大学 Teikoku Daigaku) als damals einzige Universität Japans und 1897 mit der Gründung der Universität Kyōto als zweiter kaiserlicher Universität in Kaiserliche Universität Tokio (東京帝国大学 Tōkyō Teikoku Daigaku) umbenannt. Bis zum Ende des Zweiten Weltkrieges gab es insgesamt neun kaiserliche Universitäten. 1947, nach der Niederlage Japans im Zweiten Weltkrieg, bekam die Universität wieder ihren ersten Namen.
1923 wurde die Universität durch das große Kantō-Erdbeben schwer beschädigt. Die Rockefeller-Stiftung gab Mittel zum Wiederaufbau. Die Gebäude aus diesen Zeiten zeigen deutlich einen neuenglischen College-Stil. Prägend sind die Bauwerke des Architekten und Architekturprofessors Uchida Yoshikazu (sogenannte Uchida-Gotik).
Die Universität ist Mitglied der Hochschulnetzwerke Association of Pacific Rim Universities (APRU), Association of East Asian Research Universities (AEARU) und BESETOHA (gemeinsam mit der Peking-Universität, Seoul National University und Universität Hanoi). Seit 2006 gehört die Universität dazu dem Hochschulverbund International Alliance of Research Universities (IARU) an.
Im Rahmen der Olympischen Sommerspiele 1964 wurde der 4000 m Crosslauf im Modernen Fünfkampf auf dem Tokyo University Kemigawa Athletic Ground ausgetragen.

## Standorte
- Hongo-Campus in Bunkyō (Präfektur Tokio)
- Komaba-Campus in Meguro (Präfektur Tokio)
- Kashiwa-Campus in Kashiwa (Präfektur Chiba)
- Shirokane-Campus in Minato (Präfektur Tokio)
- Nakano-Campus in Nakano (Präfektur Tokio)

Es gibt fünf Standorte, aber die meisten Studenten besuchen zwei von ihnen: anfangs zwei Jahre den Komaba-Campus und danach zwei Jahre den Hongo-Campus.

## Fakultäten

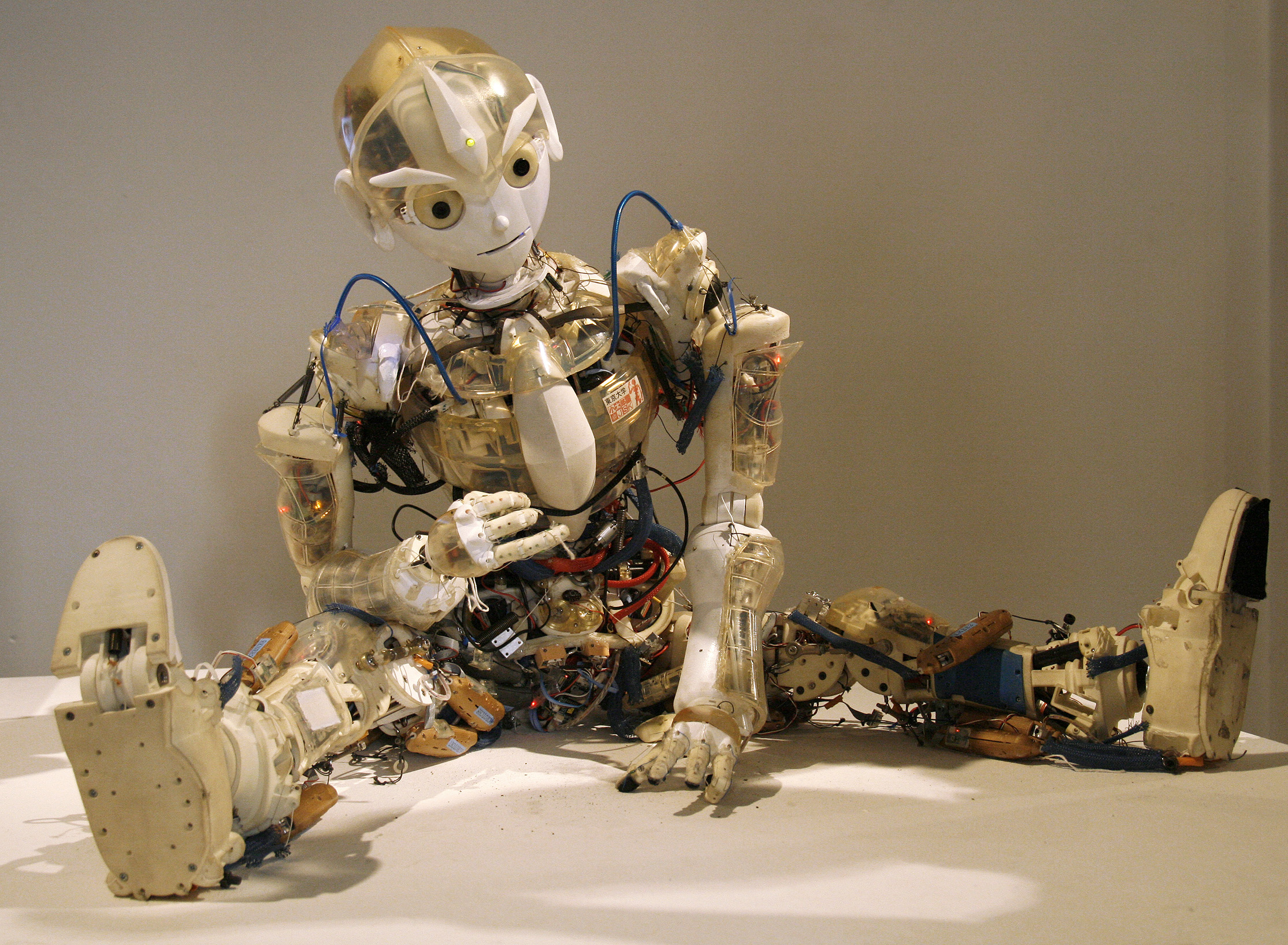
Der humanoide Roboter Kotarō, entwickelt im Jouhou System Kougaku Laboratory der Universität Tokyo

Heute hat die Universität Tokio zehn Fakultäten:
- Medizin
- Ingenieurwissenschaften
- Geisteswissenschaften
- Naturwissenschaften
- Agrarwissenschaften
- Wirtschaftswissenschaften
- Liberal Arts
- Pädagogik
- Pharmazeutik
- Rechtswissenschaften

Die Fakultät für Liberal Arts besuchen alle Studenten zwei Jahre lang, einige Studenten bleiben dort zum interdisziplinären Studium.
Außerdem hat die Universität viele Forschungsanstalten in Japan, wobei viele ehemalige Forschungsanstalten der Universität Tokio heute unabhängige Institutionen sind.

## Absolventen
Viele bekannte Japaner absolvierten ihr Studium an der Universität Tokio.
Kaiserin Masako schrieb sich nach dem Abschluss ihres Studiums an der Harvard University als Studentin der juristischen Fakultät ein. Nach einem Jahr musste sie sich aber exmatrikulieren, da sie das Staatsexamen zur Diplomatin bestanden hatte. Ihr Vater Hisashi Owada, ehemaliger Richter des Internationalen Gerichtshofes, war Absolvent der juristischen Fakultät.
Andere Absolventen sind z. B. (Familienname zuerst):
- Richter des Internationalen Gerichtshofes: Oda Shigeru, Tanaka Kōtarō (auch Professor dort), Owada Hisashi, Iwasawa Yūji
- Richter des WTO Appellate Body: Matsushita Mitsuo (auch ehemaliger Professor)
- Premierminister: Katō Takaaki (24), Wakatsuki Reijirō (25, 28), Hamaguchi Osachi (27), Hirota Kōki (32), Hiranuma Kiichirō (35), Kishi Nobusuke (37), Shidehara Kijūrō (44), Yoshida Shigeru (45, 48, 49, 50, 51), Katayama Tetsu (46), Ashida Hitoshi (47), Hatoyama Ichirō (52, 53, 54), Satō Eisaku (61, 62, 63, Friedensnobelpreisträger 1974), Fukuda Takeo (67), Nakasone Yasuhiro (71, 72, 73), Miyazawa Kiichi (78),  Hatoyama Yukio (93)
- Wissenschaftler: Bunji Sakita (theoretischer Physiker), Esaki Reona (Nobelpreisträger für Physik 1973), Hasumi Shigehiko (ehem. Rektor, Kulturwissenschaft), Itō Kiyoshi (Mathematiker), Kikkawa Keiji (theoretischer Physiker), Kunihiko Kodaira (Fields-Medaillenträger 1954), Kondō Jun (theoretischer Physiker), Koshiba Masatoshi (Nobelpreisträger für Physik 2002), Sasaki Takeshi (heute Rektor, Politikwissenschaft), Nambu Yōichirō (Nobelpreisträger für Physik 2008), Negishi Ei-ichi (Nobelpreisträger für Chemie 2010), Yoro Takeshi (ehem. Professor der medizinischen Fakultät, daneben auch Schriftsteller von Bestsellern), Kajita Takaaki (Nobelpreisträger für Physik 2015), Ōsumi Yoshinori (Nobelpreisträger für Physiologie oder Medizin 2016), Syukuro Manabe (Nobelpreisträger für Physik 2021)
- Schriftsteller: Kawabata Yasunari (Nobelpreisträger 1968), Mori Ōgai, Natsume Sōseki (bekannt wegen des Abbilds auf dem 1000 Yen-Schein), Ōe Kenzaburō (Nobelpreisträger 1994)
- andere: Horie Takafumi (Vorsitzender von Livedoor), Nishida Kitarō (Philosoph), Inoue Kiyoshi (Historiker), Ōkawa Shūmei (noch zu Zeiten der Kaiserlichen Universität Tokio), Takahata Isao (Regisseur), Takata Mayuko (Schauspielerin), Uekusa Kazuhide (Wirtschaftswissenschaftler), Yuasa Takashi (internationaler Rechtsanwalt), Nobuchika Mamine (Internationaler Rechtsanwalt), Ayaka Nishiwaki (Sängerin, Perfume), Naoya Kihara (Pokerspieler)